# Laguna Tanguiña
La laguna Tanguina es una laguna amazónica ubicada al este del departamento del Beni, a una altitud de 176 m s. n. m. cerca del río Iténez frontera natural con Brasil, se caracteriza por tener una forma redondeada, tiene unas dimensiones de 5 kilómetros de largo por 3 kilómetros de ancho y una superficie de 14,8 km².
- Datos: Q7356743